# Ringleben (Turíngia)
Ringleben é um município da Alemanha localizado no distrito de Sömmerda, estado da Turíngia.
Pertence ao Verwaltungsgemeinschaft de Gera-Aue.